# BRM P48
La BRM P48 è una monoposto di Formula 1, costruita dalla scuderia britannica British Racing Motors per partecipare al Campionato mondiale di Formula 1 1960. È stata la prima vettura con motore posteriore della BRM.